# Giuseppe Zinetti
Giuseppe Zinetti (Leno, 22 giugno 1958) è un allenatore di calcio ed ex calciatore italiano, di ruolo portiere.

## Caratteristiche tecniche

### Giocatore
Portiere di buoni mezzi atletici, prediligeva uno stile poco spettacolare, dimostrandosi sicuro tra i pali e nelle uscite.

## Carriera

### Giocatore

#### Club
Prodotto delle giovanili del Bologna, dopo una stagione in prestito all'Imolese viene lanciato in prima squadra da Marino Perani al posto di Maurizio Memo nell'ultima partita del girone di andata del campionato 1978/79. Il tecnico rossoblù gli assegna anche la fascia di capitano a 20 anni, in polemica con i senatori dello spogliatoio. Gioca col Bologna fino all'ottobre 1983, vivendo la prima retrocessione dei felsinei in Serie B e la successiva discesa in Serie C1; dopo la seconda retrocessione passa in prestito alla Triestina, nella serie cadetta, disputando un campionato non all'altezza.

Zinetti in azione alla Roma nella stagione 1991-1992

Nel 1984 rientra al Bologna, nel frattempo risalito nella serie cadetta. Vi rimane con alterne fortune fino al 1987, quando, a causa di diversi errori e dell'arrivo di Luigi Maifredi (che porta da Ospitaletto il portiere Nello Cusin), non viene riconfermato. A settembre viene ingaggiato dal Pescara, dove rimane tra Serie A e B fino al 1990, alternandosi a Giuseppe Gatta.
Passa poi alla Roma, come secondo di Giovanni Cervone, con il quale si alternerà comunque tra i pali per tre stagioni vincendo la Coppa Italia nel 1991. Chiude la sua carriera nel 1993-1994 con la maglia dell'Ascoli, in Serie B.
In carriera ha totalizzato complessivamente 157 presenze in Serie A e 177 presenze in Serie B.

#### Nazionale
Debutta nella Nazionale Under-21 nel 1979, contro l'Unione Sovietica, totalizzando in tutto 16 presenze. È stato anche convocato da Enzo Bearzot per il Mundialito del 1980, senza scendere in campo. Avrebbe dovuto partecipare all'Europeo Under-21 del 1980 ma, poiché coinvolto nello scandalo del calcioscommesse, venne sostituito precauzionalmente da Astutillo Malgioglio (in quell'inchiesta Zinetti non ebbe nessuna condanna).

### Allenatore
Inizia l'attività di preparatore dei portieri nel 1996, nel settore giovanile della SPAL per proseguire nel Fiorenzuola. Dal 1997 inizia il sodalizio con l'allenatore Gian Piero Ventura, seguendolo in tutte le esperienze lavorative: con il Cagliari dal 1997 al 1999, con la Sampdoria dal 1999 al 2000, con l'Udinese dal 2001 al 2002, nuovamente a Cagliari nel 2003, con il Napoli dal 2004 al 2005, con il Messina nel 2006, con il Verona nel 2007, con il Pisa dal 2007 al 2009 e con il Bari dal 2009 al 2011.
Dal 2011 al 2016 fa parte dello staff tecnico del Torino. Il 7 giugno 2016 segue Gian Piero Ventura sulla panchina dell'Italia, ricoprendo stavolta il ruolo di osservatore. Nell'estate 2019 segue Gian Piero Ventura come preparatore dei portieri della Salernitana.

## Statistiche

### Presenze e reti nei club
| Stagione    | Squadra     | Campionato  | Campionato | Campionato | Coppe nazionali | Coppe nazionali | Coppe nazionali | Coppe continentali | Coppe continentali | Coppe continentali | Altre coppe | Altre coppe | Altre coppe | Totale | Totale |
| Stagione    | Squadra     | Comp        | Pres       | Reti       | Comp            | Pres            | Reti            | Comp               | Pres               | Reti               | Comp        | Pres        | Reti        | Pres   | Reti   |
| ----------- | ----------- | ----------- | ---------- | ---------- | --------------- | --------------- | --------------- | ------------------ | ------------------ | ------------------ | ----------- | ----------- | ----------- | ------ | ------ |
| 1990-1991   | Roma        | A           | 10         | -14        | CI              | 5               | -3              | CU                 | 4                  | -2                 | -           | -           | -           | 19     | -19    |
| 1991-1992   | Roma        | A           | 14         | -10        | CI              | 0               | 0               | CdC                | 2                  | -1                 | SI          | 0           | 0           | 16     | -11    |
| 1992-1993   | Roma        | A           | 6          | -7         | CI              | 1               | 0               | CU                 | 2                  | -4                 | -           | -           | -           | 9      | -11    |
| Totale Roma | Totale Roma | Totale Roma | 30         | -31        |                 | 6               | -3              |                    | 8                  | -7                 |             | 0           | 0           | 44     | -41    |

## Palmarès

### Giocatore

#### Club
- Coppa Italia: 1

Roma: 1990-1991